# Гордое
Гордое — посёлок в Гвардейском городском округе Калининградской области. Входит в состав Знаменского сельского поселения.

## Население
| 2002 | 2010 |
| ---- | ---- |
| 384  | ↘322 |

## История
Во время Первой мировой войны, 14 (27) августа 1914 года, в Бюргерсдорфе располагался штаб 25-й пехотной дивизии русской армии.
23 января 1945 года Бюргерсдорф был взят воинами 31-й гвардейской стрелковой дивизии генерала И. Д. Бурмаков 16-го гвардейского стрелкового корпуса 3-го Белорусского фронта.
В 1946 году Бюргерсдорф был переименован в поселок Гордое